# Уотерфордский музей сокровищ
Уотерфордский музей сокровищ (англ. Waterford Museum of Treasures; ирл. Maoin Phort Lairge) открыт в Уотерфорде (Ирландия) в 1999 году.

## О музее
Музей открыт в Уотерфорде и состоит из трёх отделений: музея сокровищ викингов в историческом здании амбара в Башне Реджинальда на Торговом причале, Музея средневековых сокровищ и Георгианского музея в Епископском дворце.
В 1986 и 1992 годах в центре Уотерфорда проводились раскопки, большая часть найденных во время которых предметов сейчас экспонируется в Музее сокровищ. В постоянной экспозиции представлены также и многие другие исторические и археологические артефакты за тысячелетнюю историю Уотерфорда, старейшего города Ирландии.
Помимо этого, в музее проводятся временные выставки, есть туристический офис, театр, кафе и сувенирная лавка.

## Контакты
- Адрес: Уотерфорд, Торговый причал, Уотерфордский музей сокровищ.
- Телефон: +353 (0)51 304500.
- Факс: +353 (0)51 304501.
- E-mail: granarymail@waterfordcity.ie.

## Время работы
Музей открыт круглогодично 7 дней в неделю, за исключением Рождества, Дня Святого Стефана и Нового года.
- С июня по август:

С понедельника по субботу: с 9:00 до 18:00.
По воскресеньям и праздничным дням: с 11:00 до 18:00.
- С сентября по май

С понедельника по субботу: с 10:00 до 17:00.
По воскресеньям и праздничным дням: с 11:00 до 17:00.